# Pterolophia albivenosa
Pterolophia albivenosa là một loài bọ cánh cứng trong họ Cerambycidae.